# Johann Volkamer (Fabrikant)

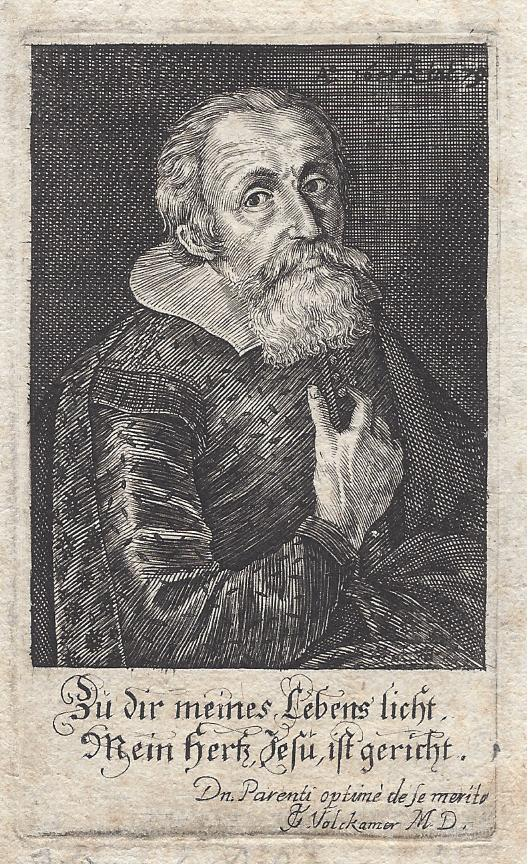
Johann Volkamer (1576–1661) im Alter von 79 Jahren

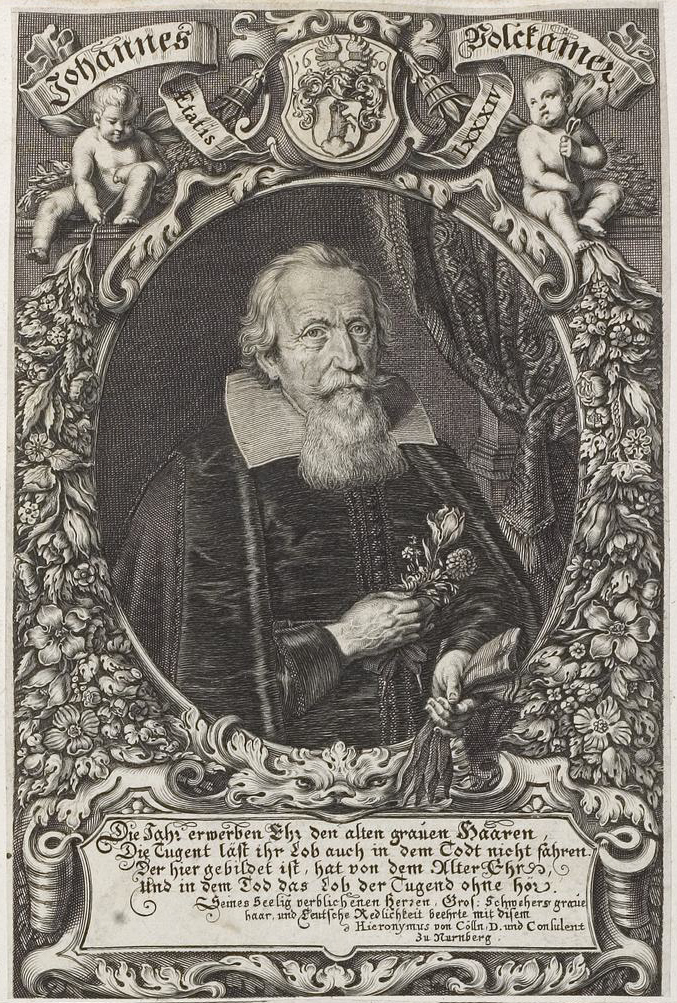
Johann Volkamer im Alter von 84 Jahren

Johann Volkamer (* 10. März 1576 in Lobenstein; † 1661 in Nürnberg) war ein deutscher Kaufmann, Fabrikant und Gartenliebhaber.

## Leben
Johann Volkamer (auch: Volcamer, Volckamer, Volkammer) stammte aus einer in Lobenstein im Vogtland ansässigen Familie. Nach einer kaufmännischen Ausbildung in Nürnberg gründete er in Rovereto eine  Seidenmanufaktur. Zu Wohlstand gekommen, legte er in Nürnberg den „Volkamer'schen Garten im Gostenhof“ an, der Söhne und Enkel zur Botanik hinführte. Johann Volkamer war  mit Helena Ayrer, einer Tochter des Nürnberger Theaterdichters Jakob Ayrer verheiratet. Sein Sohn Johann Georg Volkamer der Ältere und sein Enkel Johann Volkamer wurden bekannte Mediziner, Botaniker und Schriftsteller. Der Enkel Johann Christoph Volkamer wurde ebenfalls Fabrikant, Kaufmann und Botaniker.
Volkamer wurde in den Größeren Rat der Reichsstadt Nürnberg aufgenommen; er stand aber in keiner verwandtschaftlichen Verbindung zu der alteingesessenen Nürnberger Patrizierfamilie Volckamer von Kirchensittenbach und führte auch ein anderes Wappen.
Im Alter von 85 Jahren starb Johann Volkamer 1661 als Banco Assessor in Nürnberg.

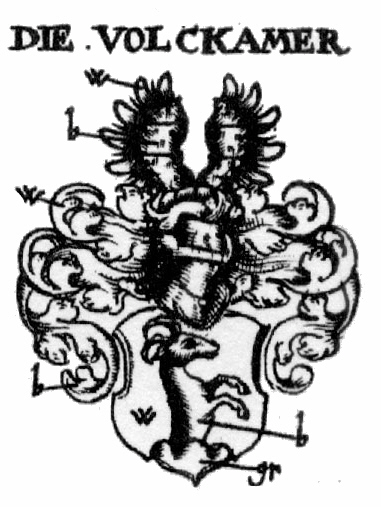
Wappen Volkamers